# Mistrzostwa Polski w Podnoszeniu Ciężarów 2020
Mistrzostwa Polski w Podnoszeniu Ciężarów 2020 – 90. edycja mistrzostw, która odbyła się w dniach 26–29 listopada 2020 roku na hali OSiR w Biłgoraju. W mistrzostwach wystartowały również kobiety, dla których była to 27. edycja mistrzostw. Obok zawodów seniorów i seniorek odbyły się także Młodzieżowe Mistrzostwa Polski do lat 23.

## Wyniki

### Mężczyźni
| Konkurencja | Złoto                                   | Wynik            | Srebro                              | Wynik            | Brąz                                     | Wynik            |
| 55 kg       | Maciej Gumuliński (MOS Opole)           | 198 kg (90+108)  | Karol Maksymowicz (Agros Zamość)    | 190 kg (85+105)  | Adrian Krupa (Budowlani Nowy Tomyśl)     | 179 kg (81+98)   |
| 61 kg       | Tomasz Rosoł (Górnik Polkowice)         | 233 kg (106+127) | Hubert Pietrzak (Nida Nidzica)      | 216 kg (93+123)  | Marcin Wiatrowicz (Tarpan Mrocza)        | 213 kg (98+115)  |
| 67 kg       | Konrad Łazuga (MOK Terespol)            | 262 kg (125+137) | Marek Komorowski (MOS Opole)        | 253 kg (117+136) | Kacper Magielnicki (Agros Zamość)        | 227 kg (107+120) |
| 73 kg       | Piotr Kudłaszyk (Budowlani Nowy Tomyśl) | 313 kg (138+175) | Michał Marczak (Impuls Warszawa)    | 269 kg (117+152) | Jakub Wiatrowicz (Tarpan Mrocza)         | 268 kg (118+150) |
| 81 kg       | Patryk Bęben (Mazovia Ciechanów)        | 308 kg (141+167) | Łukasz Łęgowski (Zawisza Bydgoszcz) | 293 kg (127+166) | Mateusz Sowa Impuls Warszawa)            | 291 kg (131+160) |
| 89 kg       | Bartłomiej Adamus (Zawisza Bydgoszcz)   | 357 kg (160+197) | Krzysztof Zwarycz (Budowlani Opole) | 352 kg (155+197) | Mateusz Skulimowski (Budowlani Opole)    | 324 kg (146+178) |
| 96 kg       | Paweł Szmeja (Narew Pułtusk)            | 345 kg (160+185) | Daniel Goliasz (Wisła Puławy)       | 332 kg (147+185) | Adrian Pawlicki (KU AZS UJD Częstochowa) | 303 kg (153+168) |
| 102 kg      | Przemysław Budek (Impuls Warszawa)      | 334 kg (151+183) | Łukasz Centkowski (UMLKS Radomsko)  | 327 kg (141+186) | Szymon Sówka (Impuls Warszawa)           | 326 kg (145+181) |
| 109 kg      | Marcin Izdebski (Budowlani Opole)       | 353 kg (160+193) | Igor Osuch (Horyzont Mełno)         | 322 kg (147+175) | Daniel Kołecki (Górnik Polkowice)        | 314 kg (135+179) |
| +109 kg     | Arkadiusz Michalski (Budowlani Opole)   | 390 kg (170+220) | Julian Falkowski (LUKS Elbląg)      | 349 kg (159+190) | Jakub Węgrzyn (Wisła Puławy)             | 342 kg (155+187) |

### Kobiety
| Konkurencja | Złoto                                                 | Wynik            | Srebro                                    | Wynik           | Brąz                                       | Wynik           |
| 45 kg       | Oliwia Drzazga (UMLKS Radomsko)                       | 127 kg (54+73)   | Paulina Kudłaszyk (Budowlani Nowy Tomyśl) | 126 kg (55+71)  | Zofia Berlińska (Mazovia Ciechanów)        | 103 kg (47+56)  |
| 49 kg       | Marlena Polakowska (Iskra Piotrowice)                 | 169 kg (78+91)   | Katarzyna Wrzosek (KS Raszyn)             | 156 kg (70+86)  | Karolina Miszczak (WLKS Nowe Iganie)       | 125 kg (55+70)  |
| 55 kg       | Małgorzata Myjak (Nowosądeczanian Powroźnik)          | 171 kg (76+95)   | Elżbieta Bielak (Znicz Biłgoraj)          | 158 kg (70+88)  | Klaudia Luterek (Agros Zamość)             | 141 kg (66+75)  |
| 59 kg       | Monika Szymanek (LKS Dobryszyce)                      | 189 kg (81+108)  | Katarzyna Kraska (Budowlani Opole)        | 187 kg (79+108) | Monika Dzienis (Talent Wrocław)            | 170 kg (80+90)  |
| 64 kg       | Wiktoria Wołk (Tarpan Mrocza)                         | 201 kg (89+112)  | Agata Zbrożek (Slavia Ruda Śląska)        | 186 kg (86+100) | Dominika Sacharuk (AZS-AWF Biała Podlaska) | 167 kg (74+93)  |
| 71 kg       | Andżelika Kaczmarczyk (Tytan Oława)                   | 192 kg (80+112)  | Julita Król (HKS Szopienice)              | 184 kg (83+101) | Eliza Wcisłak (Zawisza Bydgoszcz)          | 177 kg (81+96)  |
| 76 kg       | Jolanta Wiór (Andaluzja Piekary Śląskie)              | 209 kg (95+114)  | Malgorzata Wiejak (Zawisza Bydgoszcz)     | 205 kg (95+111) | Karolina Michałek (Talent Wrocław)         | 170 kg (80+90)  |
| 81 kg       | Weronika Zielińska-Stubińska (AZS-AWF Biała Podlaska) | 218 kg (98+120)  | Agnieszka Rak (Znicz Biłgoraj)            | 191 kg (84+107) | Klara Cieślak (LKS Dobryszyce)             | 162 kg (71+91)  |
| 87 kg       | Kinga Kaczmarczyk (Tytan Oława)                       | 226 kg (100+126) | Natalia Fota (Wisła Puławy)               | 171 kg (74+97)  | Wiktoria Grochowska (Mazovia Ciechanów)    | 159 kg (70+89)  |
| +87 kg      | Magdalena Pasko (Lechia Sędziszów Małopolski)         | 210 kg (93+117)  | Ewa Mizdal-Usowska (Unia Hrubieszów)      | 204 kg (90+114) | Diana Flak (Unia Hrubieszów)               | 185 kg (79+102) |